# Ben Boyd National Park
Ben Boyd National Park är en park i Australien. Den ligger i delstaten New South Wales, i den sydöstra delen av landet, omkring 380 kilometer söder om delstatshuvudstaden Sydney. Ben Boyd National Park ligger 27 meter över havet. Arean är 104 kvadratkilometer.
Trakten är glest befolkad. Närmaste större samhälle är Eden, omkring 14 kilometer nordväst om Ben Boyd National Park. 
I omgivningarna runt Ben Boyd National Park växer i huvudsak städsegrön lövskog. Genomsnittlig årsnederbörd är 1 161 millimeter. Den regnigaste månaden är juni, med i genomsnitt 209 mm nederbörd, och den torraste är juli, med 16 mm nederbörd.